# Zera Yacob
Ne doit pas être confondu avec Zera Yacob Amha Selassie.
Pour les articles homonymes, voir Yacob.
Pour l’article ayant un titre homophone, voir Zara Yaqob.
Zera Yacob, ዘርዐ ፡ ያዕቆብ ። (zar'ā yāʿiqōb), aussi orthographié Zera Yacob, littéralement semence de Jacob, né le 28 août 1599 et mort en 1692, aurait été un philosophe éthiopien. Ayant contribué à développer la philosophie éthiopienne (en), son traité Hatata (1667), a souvent été comparé au Discours de la méthode de René Descartes. L'existence réelle de Zera Yacob est fortement contestée, et son traité serait un faux créé par le missionnaire italien Juste d'Urbin.
Dans ce traité autobiographique rédigé en guèze, l'éthiopien ancien, il affirme ses idées de rationaliste déiste. Les manuscrits de ce texte ont été découverts au milieu du XIXe siècle par le missionnaire italien Juste d'Urbin.

## Biographie

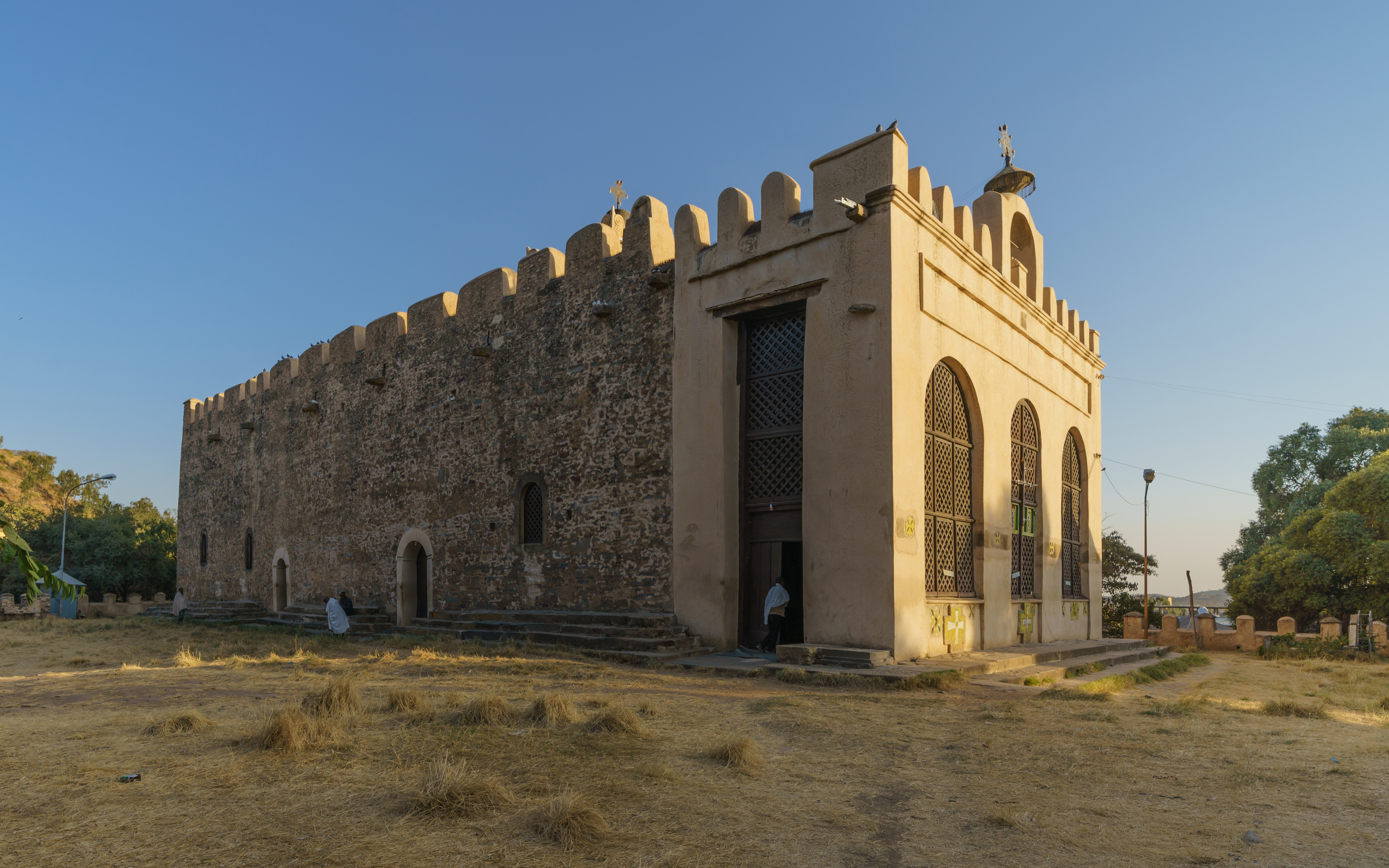
Église du XVIIe siècle située à Aksoum.

Yacob naît dans une famille de fermiers près de Aksoum, capitale du royaume d'Aksoum située dans le nord de l'Éthiopie. Bien que pauvre, la famille de Yacob lui permet de faire des études. Celui-ci apprend, notamment, les psaumes de David et est instruit selon la doctrine de l'Église copte orthodoxe. Lorsque l'empereur Susenyos d'Éthiopie force ses sujets à adopter la foi catholique, Yacob s'exile. En route vers Shewa, il se réfugie dans une caverne au bord du Tekezé et vit en ermite pendant deux ans. C'est là qu'il élabore sa philosophie rationaliste.
À la mort de l'empereur, le fils de ce dernier, Fasiladas d'Éthiopie, fervent copte, expulse les Jésuites et purge le royaume du catholicisme. Yacob quitte alors son ermitage et s'établit à Emfraz.

## Pensée
Dans son traité, Hatata ("enquête"), écrit en 1667 à la demande d'un de ses disciples, Walda Heywat, il expose ses idées. Il croit en la suprématie de la raison. Selon lui, aucune religion n'est plus légitime qu'une autre, les non croyants méritent le respect. Il pense que tous les êtres humains, femmes et hommes, sont nés égaux et que l'esclavage est un déni d'humanité. Il plaide pour la raison et pour l'esprit critique. Selon Dag Herbjornsrud, auteur d'un article résumant sa pensée, "comparée à celle de ses pairs philosophes, la pensée de Yaqob apparaît comme l'incarnation de tous les idéaux dont on crédite généralement les Lumières.". 